# Estel circumpolar

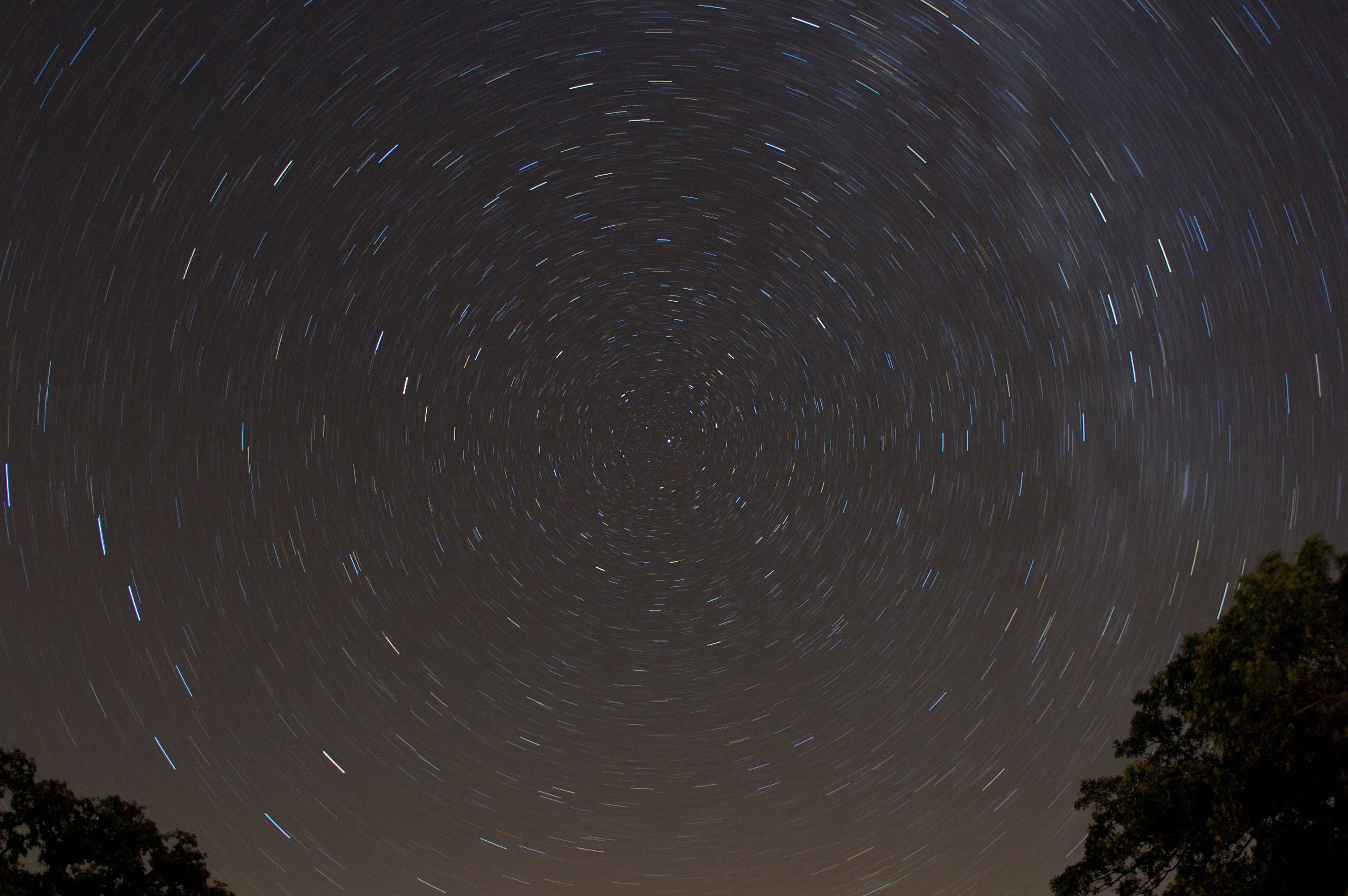
Fotografia de 15 minuts d'exposició enfocant el pol celeste

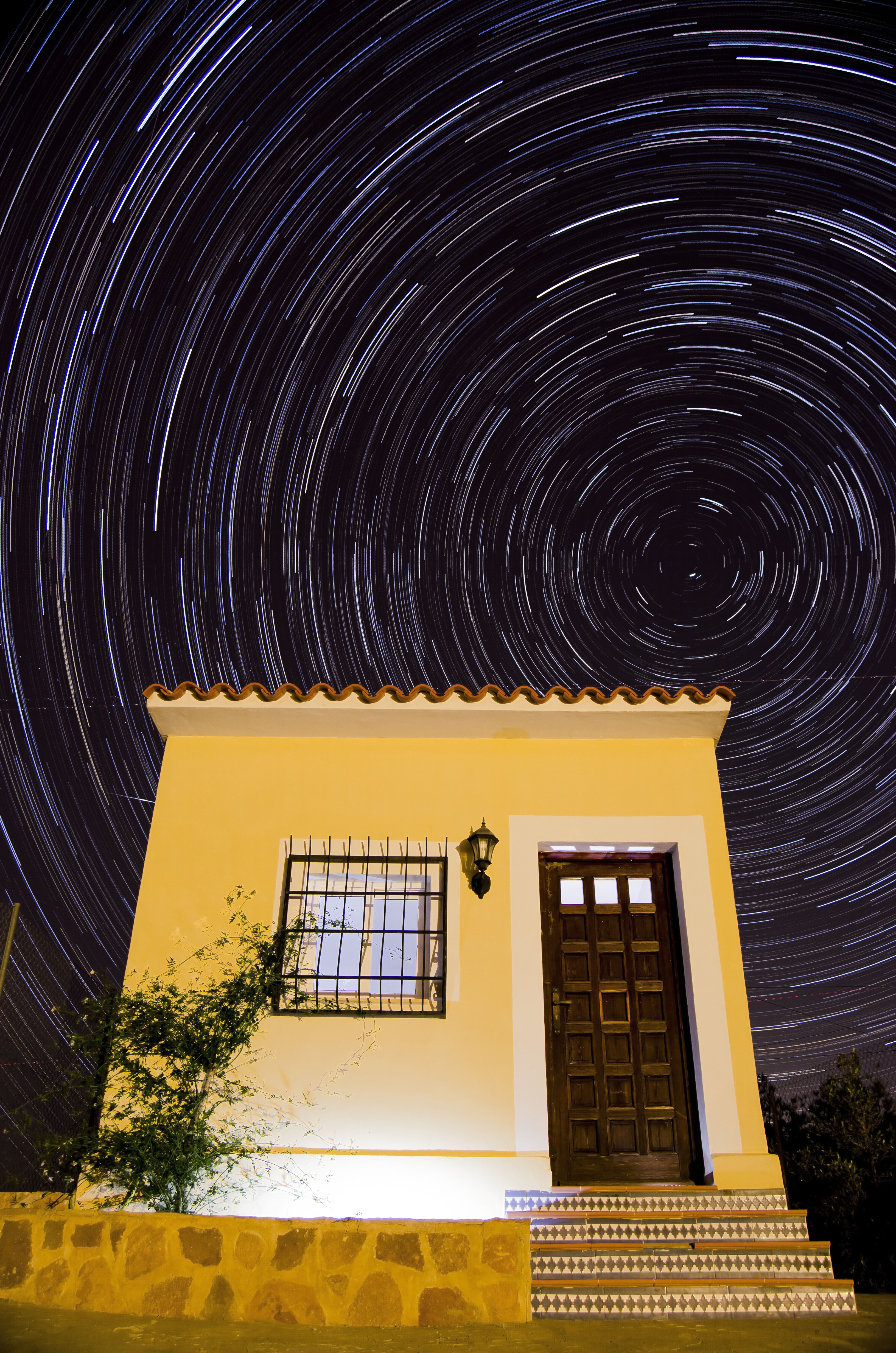
Imatge creada amb 144 fotos de 33 segons d'exposició cadascuna.

Un estel circumpolar és aquell que mai no es pon sota l'horitzó de l'observador. És a dir, 
aquelles estreles que pel fet d'estar molt prop del pol descriuen un cercle complet al seu voltant sense tallar l'horitzó, motiu pel qual són sempre visibles.
El nombre d'objectes circumpolars visibles augmenta amb la latitud.
Als Països Catalans són circumpolars diverses constel·lacions com l'Ossa Major, l'Ossa Menor, Dragó, Cefeu i Cassiopea.
Un estel és circumpolar si la seva declinació és més gran que la colatitud del lloc. És a dir: Per una latitud de +40° seran circumpolars tots els estels que tinguin una declinació més gran de +50°, per una latitud de -24° seran circumpolars tots els estels amb una declinació més gran de -66°. Per analogia, si el que coneixem és la declinació de l'estel, tindrem que per una declinació de +78° serà circumpolar en totes les latituds superiors a +12°. Per a un observador situat al pol Nord són circumpolars totes les estreles que estiguen en l'hemisferi nord, és a dir per "dalt" de l'equador, parlant amb precisió, les que tenen declinació positiva. Per a un observador situat en l'equador totes les estreles ixen i es ponen, i no veu estreles circumpolars. Per a un observador situat a 40º de latitud són circumpolars totes les estreles que disten menys de 40º del pol nord.
Els egipcis coneixien les estreles circumpolars, que van designar com a estreles que no coneixen la fatiga i també estreles que no coneixen la destrucció. S'identificaven els cels del nord amb una regió on no podia existir la mort, el país on es gaudia d'una vida eterna i feliç.
La resta de les estreles, inclosos el sol i els planetes, descriuen només part d'un cercle, i tallen l'horitzó en dos punts: l'ortus i l'ocàs.